# American Dream Miami
Pour les articles homonymes, voir American Dream.
 (juin 2018).
American Dream Miami est un projet de centre commercial et de divertissement pour le comté de Miami-Dade, en Floride, qui deviendra éventuellement le plus grand centre commercial des États-Unis s'il est construit. Le projet sera réalisé par Triple Five Group (en), propriétaire de deux des plus grands centres commerciaux d'Amérique du Nord, le West Edmonton Mall et le Mall of America. Le projet rivalisera pour son image de marque avec American Dream Meadowlands (en), dans le New Jersey.

## Développement
Le projet est annoncé en mars 2015, ayant été en phase de planification avec la participation du gouvernement pendant au moins un an avant l'annonce. Il est à l'origine connu sous le nom "Americana World", mais le nom est finalement changé avant que les plans soient dévoilés. Au cours de ce mois de mars 2015, le conseil des commissaires de comté approuve le plan de Triple Five Group d'acheter des terres appartenant à l'État pour la construction des infrastructures. Un autre vote préliminaire du conseil de comté, en janvier 2017, donne une approbation provisoire et presque unanime au projet. Le 17 mai 2018, le conseil de comté donne son approbation finale au zonage commercial du site, permettant à Triple Five Group de commencer à obtenir les permis nécessaires pour la construction. Le projet ne reçoit aucun financement des contribuables à travers le comté. 
Le complexe comprend 2 000 chambres d'hôtel et condominiums de luxe. Un projet connexe des compagnies Graham prévoit la création de 2 000 unités d'appartements, d'espaces commerciaux supplémentaires et de 1 000 000 pieds carrés (93 000 m2) de bureaux dans un complexe qui sera terminé d'ici à 2040. Tout comme pour les autres centres commerciaux de Triple Five Group, American Dream Miami comporte plusieurs attractions majeures dans le cadre de son complexe de divertissement, notamment, :
- un parc d'attractions
- un parc aquatique avec une plage couverte
- une grande roue
- un centre de découverte de Legoland
- une patinoire
- une piste de ski intérieure
- un parc de mammifères marins
- un lac artificiel offrant des visites sous-marines

À mai 2019, la construction n'a pas encore commencé, en attente de l'approbation réglementaire du projet. Les promoteurs du centre commercial affirment qu'il créera des emplois, contribuera pour des milliards de dollars à l'économie locale et offrira des divertissements pratiques aux résidents de Miami. Les opposants au projet craignent que le développement nuise au parc national des Everglades, qu'il crée des problèmes de circulation importants et que le marché de détail de la région soit sursaturé,. Le gouvernement du comté voisin de Broward envisage une poursuite contre les promoteurs du projet, arguant que le comté de Miami-Dade sous-estime l'impact potentiel sur le trafic du comté de Broward. Le complexe American Dream Miami devait initialement ouvrir ses portes dès 2020, mais la date d'ouverture est repoussée à 2022 en attendant d'être approuvée,. Le 19 juin 2018, la Floride approuve officiellement les plans qui lui sont soumis pour la réalisation du projet.